# Пичугин, Сергей Николаевич
Сергей Николаевич Пичугин (9 марта 1976) — российский футболист, выступавший на позиции нападающего. Сыграл 8 матчей и забил 1 гол в высшей лиге России.

## Биография
На взрослом уровне начал выступать в 18-летнем возрасте в клубе «Спартак-Братский», выступавшем в третьей лиге. За три с половиной сезона сыграл 61 матч и забил 13 голов в первенстве страны.
Летом 1997 года перешёл в новороссийский «Черноморец». Дебютный матч в высшей лиге сыграл 16 июля 1997 года против «Ротора», отыграв все 90 минут. Единственный гол на высшем уровне забил в матче последнего тура сезона, 9 ноября 1997 года в ворота «Алании». Всего в высшей лиге сыграл восемь матчей.
В дальнейшем выступал в первом дивизионе за «КАМАЗ-Чаллы» и смоленский «Кристалл» и во втором дивизионе за «Носту». В 1999 году пытался вернуться в «Черноморец», но в основной состав не пробился. В 23-летнем возрасте завершил профессиональную карьеру.